# Соборная мечеть (Дели)
Собо́рная мече́ть, Джами-масджид (урду مسجد جھان نمہ‎) — основная мечеть Старого Дели в Индии. Заложена при Шахе Джахане (строителе Тадж Махала), закончена в 1656 г.
Оригинальное название — «мечеть, командующая представлением мира». Внутренний двор мечети может принять в себе одновременно до двадцати пяти тысяч верующих. Одна из реликвий — копия Корана, написанного на коже оленя.
Постройка мечети была результатом усилий более чем 5 000 рабочих в течение шести лет. Стоимость строительства в те времена составила 10 лах (1 миллион) рупий. Шах Джахан построил несколько важных мечетей в Дели, Агре, Аджмере и Лахоре.

## Теракт
14 апреля 2006 года в Делийской соборной мечети были взорваны две бомбы. Первый взрыв прозвучал в пределах 17:26, второй приблизительно семь минут спустя, в пределах 17:33. По крайней мере тринадцать человек были ранены при взрывах. Во время взрывов в мечети было приблизительно 1000 человек, поскольку это была пятница, мусульманский праздник, — первая пятница после Мавлид, дня рождения пророка Мухаммеда. Согласно официальным данным, взрывами не было нанесено никакого повреждения мечети.
19 сентября 2010 года около Соборной мечети произошёл очередной теракт, ответственность за который взяли на себя «Индийские моджахеды».

## Галерея

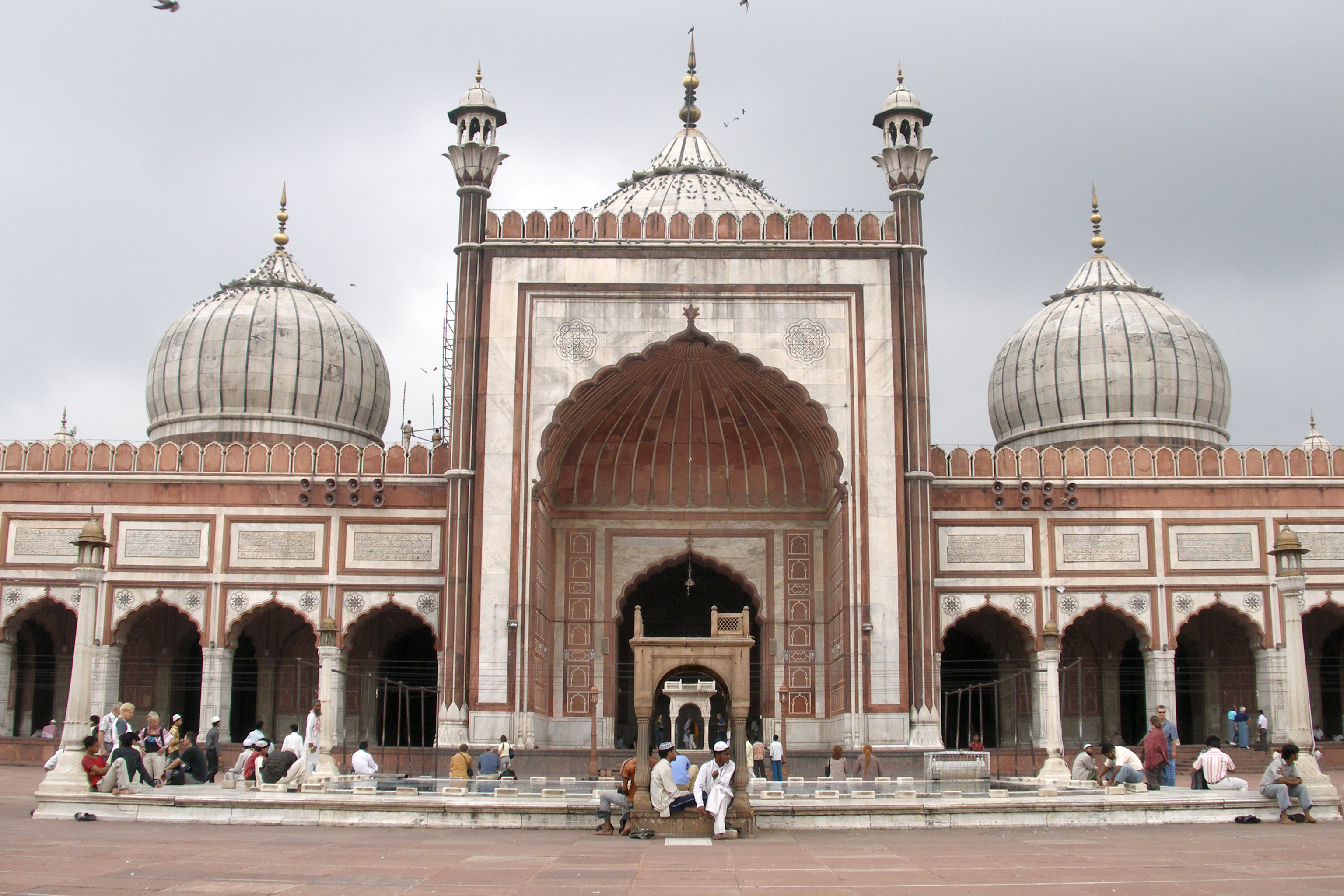
Фасад
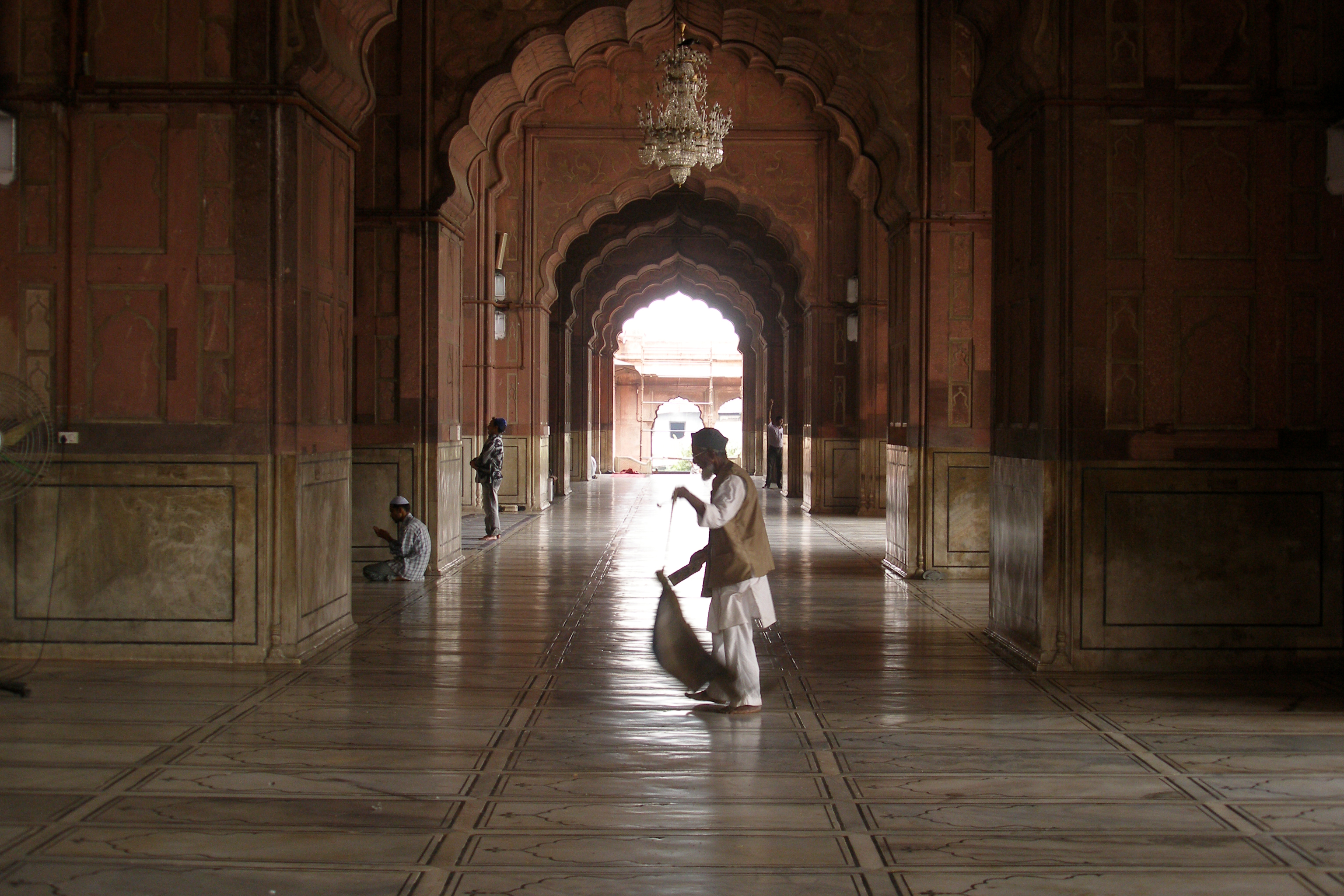
Зал для молитв.
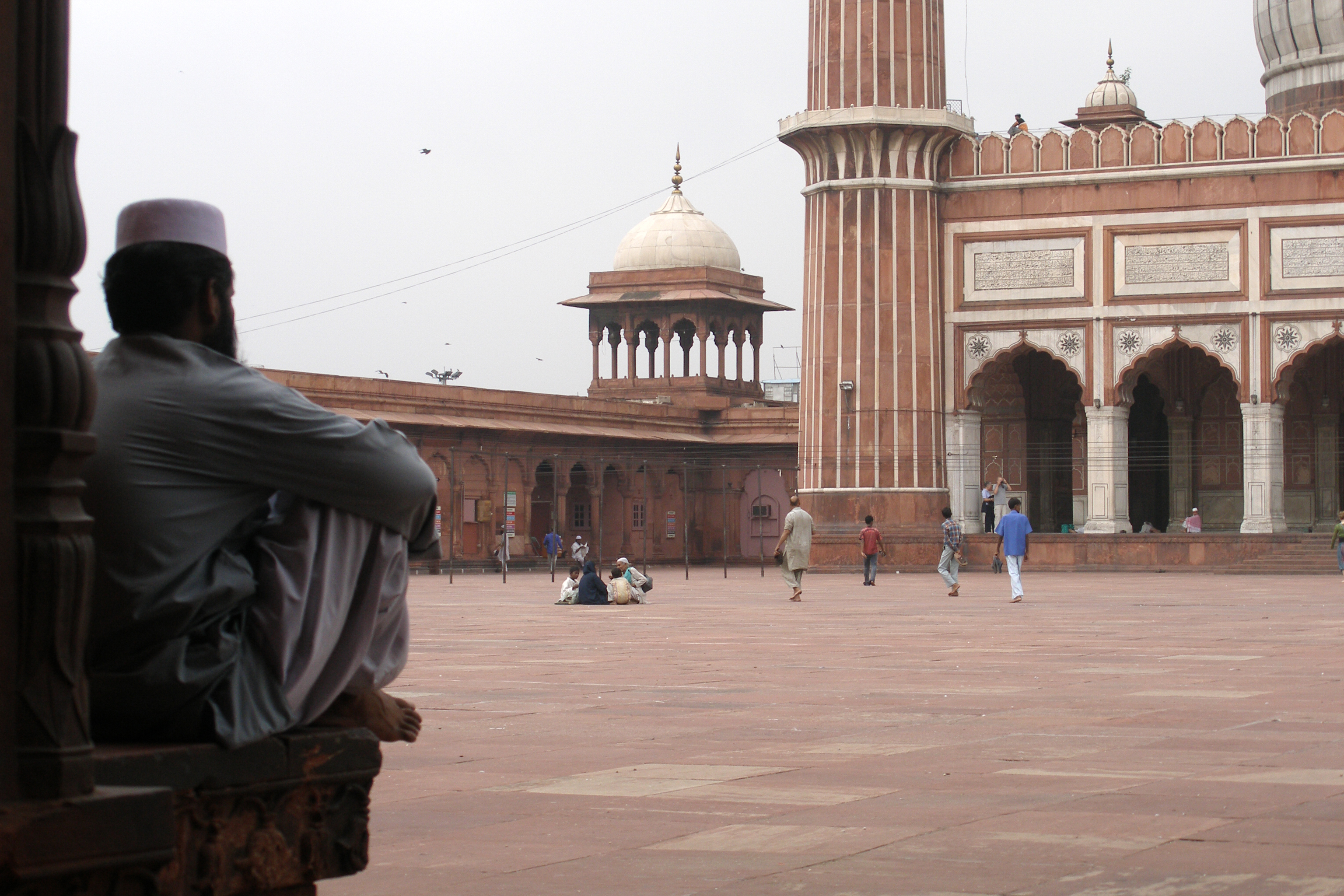
Двор.
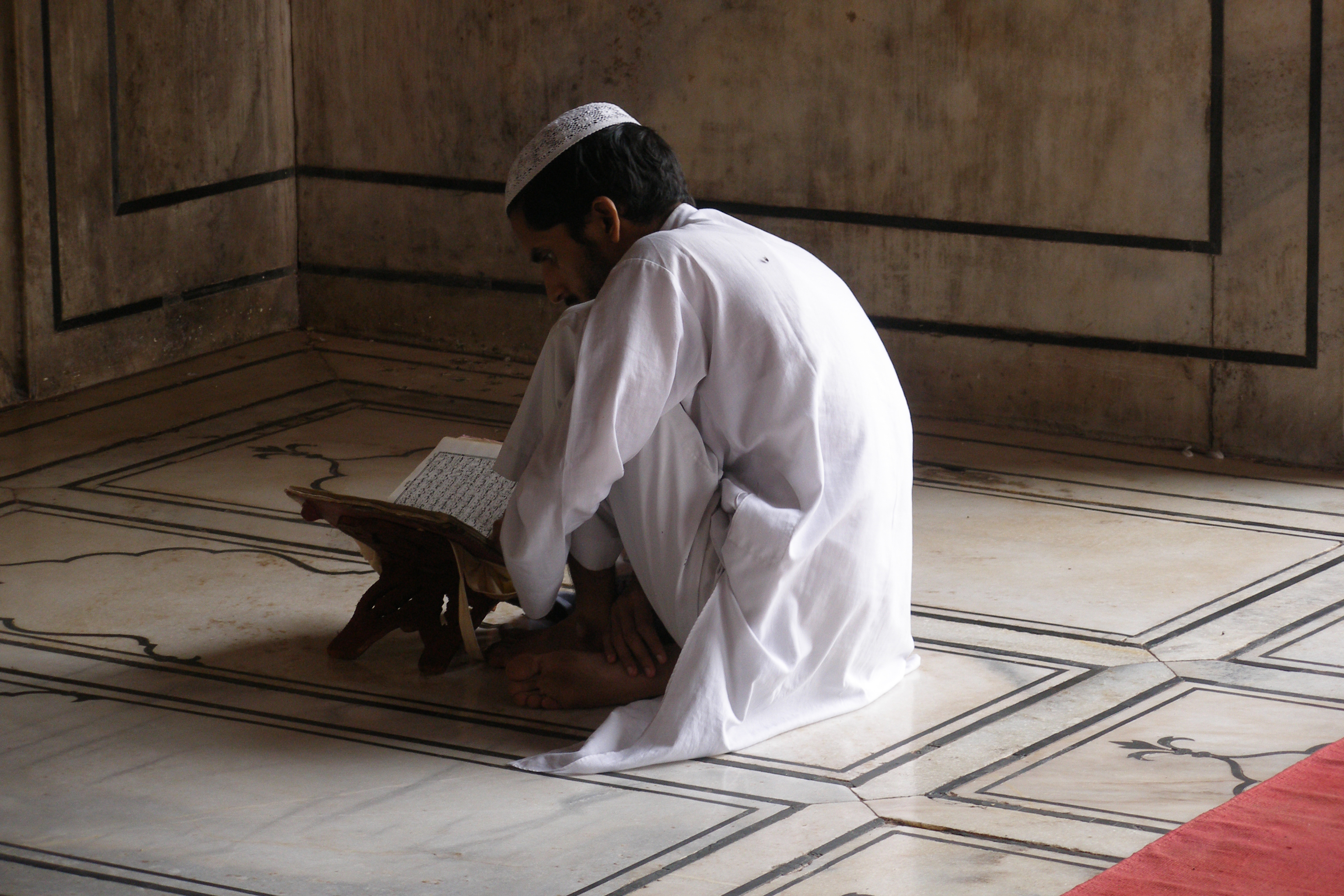
Чтение Корана.
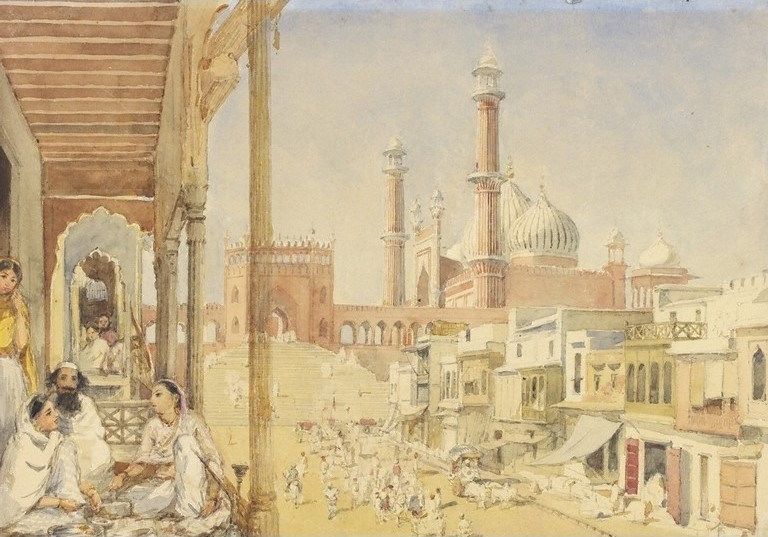
Картина мечети, 1852 г.
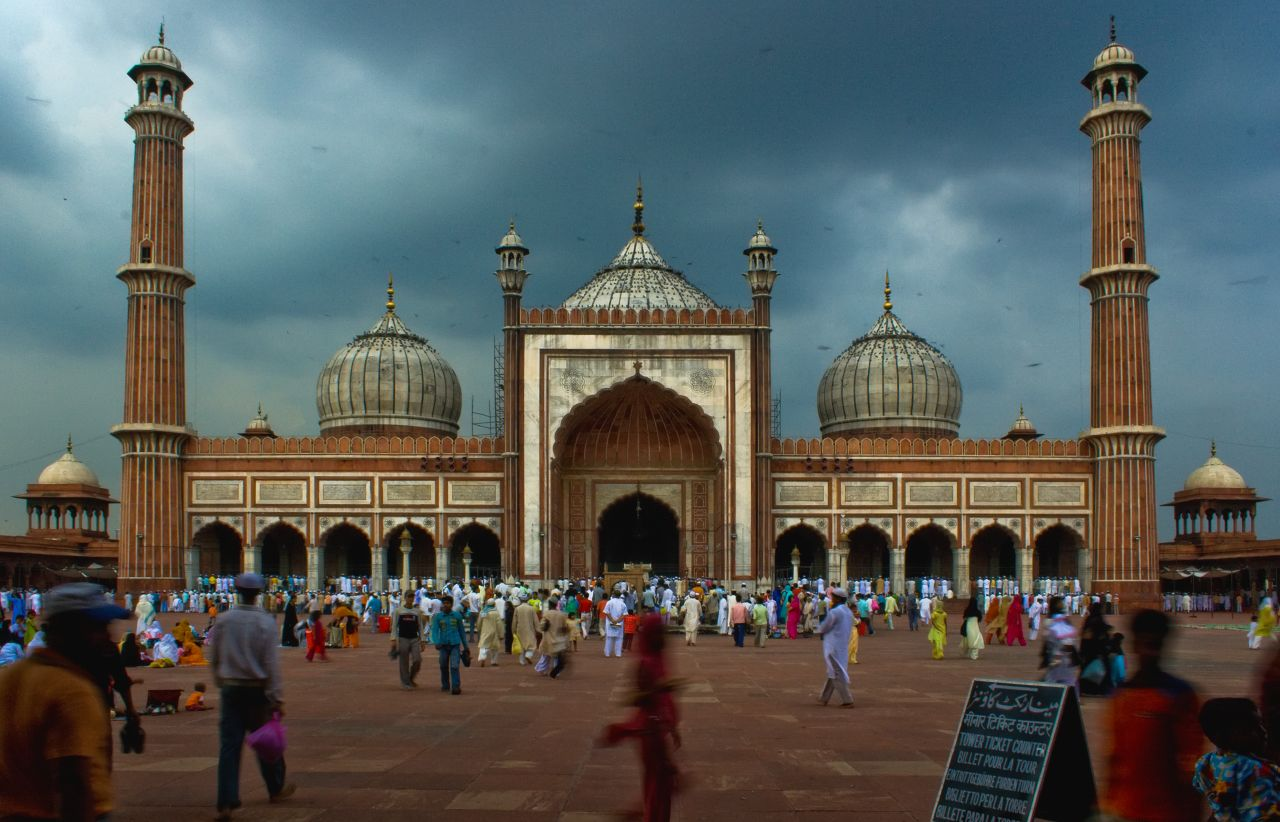
Стечение народа перед мечетью
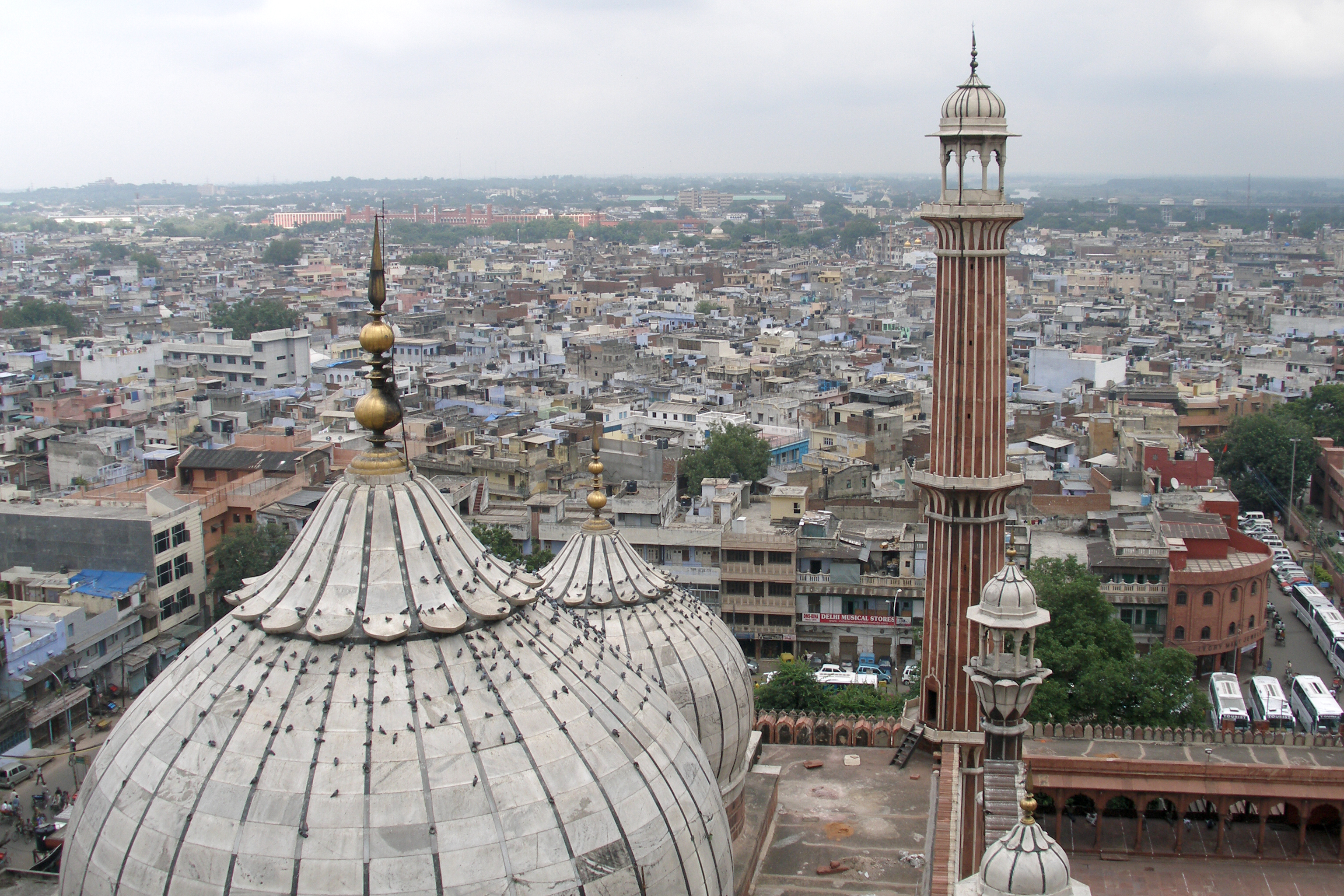
Купола и минареты мечети, вид на город